# 海南市立北野上小学校
海南市立北野上小学校（かいなんしりつ きたのかみしょうがっこう）は、和歌山県海南市孟子にある公立小学校。

## 設立の経緯
北野上村は、中央を川が横断しており、村の統一上、非常に不便であった。故に、学校は孟子、七山、別院の3校に分立しており、教育上、及び経済上多大なる不利があった。村民から合併の希望があったが、川に主となる橋が無く、通学の不便と、増水時の危険があることによって、合併が難航していた。明治40年、小学校令改正に伴い、各小学校でも学級増加、校舎増築の必要に迫られることとなり、合併は急を要することとなった。翌年、村会において、各小学校を廃して小学校を1校設置すること。児童通学を安全にするため、村中央に橋を架設すること。学校の位置は抽選により河北に本校、河南に分校を置き、本校の位置は村両端より測量して中央にすることを決議する。

## 統合前の年表

### 孟子尋常小学校
孟子尋常小学校（もうこじんじょうしょうがっこう）は、和歌山県海南市にあった小学校。学制発布に伴い、孟子村にあった寺子屋を前身として創立。もとは、専称寺の下のところにあったが、荒糸に移転した。孟子村と高津村 (和歌山県)の子どもたちが通った。
- 1863年（文久3年） - 孟子村に寺子屋ができる。
- 1875年（明治8年）3月11日 - 孟子村字堂ノ尾221番地に創立。
- 1876年（明治9年）9月 - 孟子村字ノ尾247番地に新築移転する。
- 1883年（明治16年）9月 - 組合連合から野尻村が分離し、生徒数が減少。
- 1897年（明治30年）6月15日 - 高津簡易小学校と合併するが、様々な理由により、高津簡易小学校はそのまま存続し、本校へ入学する者は少なかった。
- 1901年（明治34年）8月15日 - 高津簡易小学校と全面合併。孟子馬ノ背825番地に新築移転する。
- 1908年（明治41年）3月 - 孟子尋常小学校、七山尋常小学校、別院尋常小学校が合併し、北野上尋常高等小学校が創立する。同日廃校。

### 七山尋常小学校
七山尋常小学校（ななやまじんじょうしょうがっこう）は、和歌山県海南市にあった小学校。七山村 (和歌山県)、原野村の子どもたちが通った。学級数単級。修業年数4ヶ年。授業料金5銭であった。
- 1876年（明治9年）7月1日 - 七山村字岩谷79番地に創立。
- 1881年（明治14年）9月 - 長谷村に分校開校。
- 1884年（明治17年）10月 - 下津野村を加え、原野村、七山村 (和歌山県)の3村連合となる。
- 1887年（明治20年）5月 - 長谷村分校閉校。
- 1887年（明治20年）7月 - 下津野村を分離し、原野村、七山村 (和歌山県)の2村連合に戻る。
- 1908年（明治41年）3月 - 孟子尋常小学校、七山尋常小学校、別院尋常小学校が合併し、北野上尋常高等小学校が創立する。同日廃校。

### 別院尋常小学校
別院尋常小学校（べついんじんじょうしょうがっこう）は、和歌山県海南市にあった小学校。別院村にあった寺子屋を前身として金剛遍寺境内に創立。別院村、野尻村 (和歌山県)、下津野村の生徒が通学した。
- 1855年（安政2年） - 別院村に寺子屋ができる。
- 1878年（明治11年）6月4日 - 創立。
- 1908年（明治41年）3月 - 孟子尋常小学校、七山尋常小学校、別院尋常小学校が合併し、北野上尋常高等小学校が創立する。同日廃校。

## 沿革
- 1908年（明治41年）3月9日 - 孟子尋常小学校、七山尋常小学校、別院尋常小学校が統合され、現在の所在地に北野上尋常高等小学校として開校。初代校長に花田辰二郎就任。
- 1911年（明治44年）- 校舎新築落成式。
- 1928年（昭和3年）4月26日 - 運動場拡張。工費389円。
- 1948年（昭和23年）- 進駐軍指令に基づき、給食実施。
- 1951年（昭和26年）- 給食設備完備。
- 1954年（昭和28年）- 新校舎2階竣工。
- 1955年（昭和30年）4月10日 - 町村合併により、海南市立北野上小学校と改称。
- 1956年（昭和31年）1月9日 - 新校歌制定。
- 1958年（昭和33年）- 音楽室竣工。
- 1965年（昭和40年）6月8日 - プール竣工。鉄筋校舎竣工。
- 1968年（昭和43年）3月5日 - 新校舎竣工。
- 1973年（昭和48年）3月31日 - 図書館竣工。
- 1976年（昭和51年）6月1日 - 七山分校竣工。
- 1980年（昭和55年）5月9日 - 屋内体育館竣工。
- 1987年（昭和62年）10月31日 - 本館校舎増改築竣工。
- 2009年（平成21年）3月31日 - 七山分校休校[1]。

## 校舎・施設
本校
- 普通教室　6教室
- 図書室
- 体育館
- 多目的ホール
- ランチルーム
- すくすく学級
- 児童会室
- 特別教室(理科室・音楽室・図工室・家庭室・生活科室・コンピュータールーム)
- 管理関係その他(校長室・職員室・保健室・公務員室・更衣室・印刷室・放送室・資料室)
- プール

分校
- 普通教室　1教室
- 管理関係その他(職員室・教材室)

## 教育目標と分校教育
(1)教育目標
- 一人ひとりのよさや可能性を生かし、創造性に富み、豊かな人間性や社会性をそなえた子どもの育成。

≪子ども像≫
- 学習習慣を身につけ、進んで学び・よく考える子ども。
- なかよく助け合い、よく働き、感動できる子ども。
- 生活習慣を身につけ、健康でたくましい子ども。

(2)分校教育
①目標
- 元気でなかよく助け合う子どもの育成。

②努力点
- 少ない人数という特性を生かす。
- 本校との交流を大切にする。

## 通学区域
- 別院・野尻・下津野・原野・高津・孟子・七山[2]

## 進学先中学校
- 海南市立東海南中学校[2]

## 通学区域が隣接している学校
- 海南市立中野上小学校
- 海南市立亀川小学校
- 和歌山市立東山東小学校
- 紀の川市立西貴志小学校
- 紀の川市立中貴志小学校
- 紀の川市立東貴志小学校
- 紀美野町立野上小学校